# Женская интуиция (фильм)
«Женская интуиция» и «Женская интуиция 2» — украинские двухсерийные телефильмы 2003 и 2005 годов режиссёра Оксаны Байрак.

## Сюжет
Даша (Ольга Погодина) красива, умна и красива, но к 30-ти годам у неё не сложилась ни карьера, ни личная жизнь. Ей предлагают работу гувернантки дочки крупного бизнесмена: у Александра (Александр Дьяченко) есть дочь Маша, а его бывшая жена уехала жить во Францию с новым супругом. Маша, как и любой подросток в переходном возрасте, всё воспринимает в штыки, в том числе и появление очередной гувернантки. Даша сразу понимает, что её подопечной тяжело дался развод родителей, и берётся ей помочь. Во второй части фильма Даша вовлекается в решение проблем своих лучших подруг Лилии и Инги.

## В ролях
В главных ролях, в обоих частях:
- Ольга Погодина — Даша
- Александр Дьяченко — Александр
- Анастасия Зюркалова — Маша, дочь Александра
- Римма Зюбина — Лилия, подруга Даши, косметолог
- Алла Масленникова — Инга, подруга Даши, тренер по фитнесу

В ролях:
Первая часть:
- Анатолий Дяченко — Анатолий Николаевич, водитель Александра
- Алёна Ивченко — Юлия, бывшая жена Александра, мать Маши
- Николай Боклан — Юра, знакомый Инги
- Оксана Байрак — клиентка салона красоты (нет в титрах)

Вторая часть:
- Михаил Ефремов — Михаил, муж Лилии
- Лидия Федосеева-Шукшина — Элеонора Михайловна
- Станислав Боклан — Илья, пластический хирург, первый муж Инги
- Владимир Горянский — Гоша, пластический хирург, бывший, второй муж Инги
- Константин Костышин — Минц, пластический хирург, бывший, третий муж Инги
- Михаил Дорожкин — Аскольд, пластический хирург, бывший, четвертый муж Инги
- Виталий Линецкий — Гела
- Андрей Чернышов — Максим
- Полина Войневич — Марина

## Фестивали
- 2004 — телепремия «Телетриумф» — номинация в категории «Лучшая актриса» (Анастасия Зюркалова).

## Критика
Вообще две части «Женской интуиции» вполне держатся на техниках трансформации…. Три подруги в картине постоянно находятся в становлении. Инга выходит замуж за пластических хирургов, которые улучшают её внешность. Лиля, имея мужа и троих детей, экспериментирует с чужими мужчинами, а вот Даша просто пытается найти работу, а заодно и «большую любовь». 
И если первая «Женская интуиция» была посвящена устройству судьбы Даши, то вторая начинается с проблем, которые переживают все подруги. В течение двух часов героини пытаются восстановить разрушенный мир. И каждая решит проблему своим способом. Даша — беременностью, Инга — возвращением к одному из своих хирургов, Лиля — замирением с мужем. 

Интересным является последний пример, потому что герой Михаила Ефремова удивительным образом соединит в себе мужское и женское начало. Возвращение к целостности означает возвращение к истокам, к хаосу, из которого может выйти что угодно. Собственно именно это и является ядром картин Оксаны Байрак. Она одержима творением и преобразованием.— журнал «Сучасність», 2011 год